# Susan Beth Pfeffer
Susan Beth Pfeffer (født 17. februar 1948 på Manhattan i New York City, død 23. juni 2025 i  Monroe, New York) var en New York Times bestseller-forfatter, bedst kendt for ungdoms science fiction. I USA er hun også kendt for at have skrevet ungdomsbøger som for eksempel About David om famileproblemer og faglitteratur om historie for børn og unge.
Første bind i science fiction-serien The last survivors, er Life as we knew it (Mens vi endnu er her) er den eneste af hendes bøger, der er oversat til dansk. De næste bind er The dead and the gone og This world we live in. Serien er skrevet til de 12-14-årige som målgruppe.  

## The Last Survivors-trilogien:
- Pfeffer, Susan Beth (2008). Mens vi endnu er her [Life as we knew it] (1. udgave, 1. oplag udgave). Kbh.: Carlsen. ISBN 978-87-11-31333-6.
- Pfeffer, Susan Beth (2008). The dead and the gone. Last survivors, 2. Orlando: Harcourt. ISBN 978-0-15-206311-5.
- Pfeffer, Susan (2010). This world we live in. The last survivors, 3. London: Marion Lloyd. ISBN 978-1-4071-1733-1.